# Heteropterys prunifolia
Heteropterys prunifolia är en tvåhjärtbladig växtart som först beskrevs av Carl Sigismund Kunth, och fick sitt nu gällande namn av W.R. Anderson. Heteropterys prunifolia ingår i släktet Heteropterys och familjen Malpighiaceae. Inga underarter finns listade i Catalogue of Life.